# Tommaso Blu
Tommaso Blu è un film del 1987 diretto da Florian Furtwängler.
Il soggetto è tratto dal libro Tuta blu. Ire, ricordi e sogni di un operaio del Sud di Tommaso di Ciaula, edito da Feltrinelli nel 1978 (tradotto in Germania, Messico, Urss, Francia e Spagna).

## Trama
Le vicende di un operaio che cerca di uscire dall'incubo della sua condizione in fabbrica ed incomincia un lungo processo di regressione, un ritorno alla terra, fino alla condizione animalesca di un cane.

## Produzione
Il film è stato tratto dall'autobiografia di Tommaso di Ciaula, ex operaio e quindi tuta blu, tra il rimpianto per la civiltà contadina e la modernità. Cerca di uscire dall'incubo della sua condizione in fabbrica.
Tommaso Di Ciaula, alla conferenza stampa di Taormina, ha dichiarato: "Io questa storia l'ho vissuta e l'ho sofferta; è la mia storia. L'ho scritta perché ero stanco di essere considerato uno dei tanti numeri di un'assemblea o di un corteo o di uno sciopero. In tutto il mondo del lavoro più marginale e molto diffuso, c'è ancora il tornio, la cattiveria della macchina".
Film girato in Puglia, tra Bari e la zona industriale di Modugno e a Bitetto. Alcune scene sono state girate anche a Bitonto (scena in cui il protagonista dorme davanti alla porta della Cattedrale). La "prima" del film: il 30 aprile 1987 in Germania Ovest.

## Riconoscimenti
- Festival di Taormina
  - Candidato al Cariddi d'oro per il miglior film